# Ajuntament de Maçanet de la Selva
Ajuntament de Maçanet de la Selva és una casa consistorial eclèctica de Maçanet de la Selva (Selva) inclosa a l'Inventari del Patrimoni Arquitectònic de Catalunya.

## Descripció
Edifici de planta rectangular amb tres plantes aïllat entre el carrer Salvador Espriu, l'Avinguda Sant Jordi i el Carrer Balmes. L'edifici està format per dos sectors, el més petit dels quals té dues plantes, un teulat més baix i una mena de túnel d'accés a la façana principal amb cotxe a la planta baixa.
La façana principal consta a la planta baixa d'un porticat amb tres arcs carpanells de capitell i pilar senzill i l'inici de les escales mig cobertes que duen al primer i segon pis. El primer pis té cinc obertures quadrades i el segon pis té una balconada amb recolzaments de ferro forjat, suports amb extrems cargolats i base de rajol. El teulat exterior presenta un embigat de fusta, sobretot al sostre de l'espai de les escales. Al primer replà de l'escala hi ha una volta d'arc carpanell.
Tot l'edifici està voltat d'un sòcol de pedra i la façana de l'Avinguda de Sant Jordi està dividida en dos espais, un més prominent que l'altre, prop de l'entrada de vehicles i de la parada del bus. Aquesta façana té els ampits de les obertures i les cantonades de pedra. L'espai dels voltants de la façana principal consta d'un espaiós pati envoltat de zona ajardinada. La planta baixa del sector dret de l'edifici és una zona de lavabos que està unida a l'altre sector per una escala que enllaça amb la principal d'accés al primer pis d'oficines administratives.

## Història
Les obres van començar el 1982 i es va inaugurar el 1989. Les obres foren dirigides per l'Arquitecte Portacamps i el decorador Josep Cusell, que també va executar les reformes de l'Hostal del Cavaller de Maçanet dels anys seixanta.